# Liste des députés européens du Luxembourg de la 8e législature
Cet article présente la liste des 6 députés européens du Luxembourg de la 8e législature (2014-2019).

## Liste des députés européens
| Nom                  | Parti | Parti                                   | 1re élection | Groupe parlementaire européen | Portrait |
| -------------------- | ----- | --------------------------------------- | ------------ | ----------------------------- | -------- |
| Georges Bach         |       | Parti populaire chrétien-social         | 7 juin 2009  | PPE                           |          |
| Mady Delvaux-Stehres |       | Parti ouvrier socialiste luxembourgeois | 25 mai 2014  | S&D                           |          |
| Frank Engel          |       | Parti populaire chrétien-social         | 7 juin 2009  | PPE                           |          |
| Charles Goerens      |       | Parti démocratique                      | 12 juin 1994 | ADLE                          |          |
| Viviane Reding       |       | Parti populaire chrétien-social         | 18 juin 1989 | PPE                           |          |
| Claude Turmes        |       | Les Verts                               | 13 juin 1999 | Verts/ALE                     |          |

## Députés démissionnaires en cours de mandat
| Nom            | Portrait | Parti | Parti                           | Groupe parlementaire européen | Date et motif de la démission                                                          | Remplaçant        | Parti | Parti                           |
| -------------- | -------- | ----- | ------------------------------- | ----------------------------- | -------------------------------------------------------------------------------------- | ----------------- | ----- | ------------------------------- |
| Claude Turmes  |          |       | Les Verts                       | Verts/ALE                     | 19 juin 2018 : nommé secrétaire d'État au Développement durable et aux Infrastructures | Tilly Metz        |       | Les Verts                       |
| Viviane Reding |          |       | Parti populaire chrétien-social | PPE                           | 1er septembre 2018 : candidate élue à la Chambre des Députés                           | Christophe Hansen |       | Parti populaire chrétien-social |